# Jean-Marie Poupart
Pour les articles homonymes, voir Poupart.

Jean-Marie Poupart, né le 13 décembre 1946 à Saint-Constant, au Québec, et mort le 9 juillet 2004 à Montréal, est un romancier, nouvelliste et essayiste québécois, auteur de plusieurs romans policiers et ouvrages de littérature d'enfance et de jeunesse.

## Biographie
Il obtient une licence en lettres à l'Université de Montréal en 1969, puis enseigne le français au Cégep de Saint-Jean-sur-Richelieu.
Avant d'être lecteur de manuscrits pour les éditions Leméac, il occupe cette fonction aux éditions du Jour, où il publie en 1968 Angoisse play, son premier roman. Après cette date, il publie régulièrement des romans, des romans policiers et des nouvelles dans des recueils collectifs. 
En 1975, il signe, en collaboration avec Mireille Levert aux illustrations, Bourru mouillé, un premier ouvrage de littérature d'enfance et de jeunesse qui sera suivi de romans jeunesse aux éditions La Courte Échelle.
Il est « un des cinq membres fondateurs de l'UNEQ, en 1977 ».
Collaborateur à la revue La Barre du jour, au magazine L'Actualité et critique de cinéma pour Le Devoir, il meurt subitement en juillet 2004.

## Œuvres

### Romans
- Angoisse play (1968)
- Que le diable emporte le titre (1969)
- Ma tite vache a mal aux pattes (1970)
- Les Récréants (1972)
- Chère Touffe, c'est plein de fautes dans ta lettre d'amour (1973)
- C'est pas donné à tout le monde d'avoir une belle mort (1974)
- Ruches (1978)
- Terminus (1979)
- Le Champion de cinq heures moins dix (1980)
- Rétroviseurs (1982)
- Beaux Draps (1987)
- La Semaine du contrat (1988)
- L'Accident du rang Saint-Roch (1991) ; réédition, Bibliothèque québécoise (2006)
- Bon à tirer (1993)
- On a raison de faire le caméléon (1999)

### Littérature d'enfance et de jeunesse
- Bourru mouillé (1975)
- Une journée dans la vie de Craquelin 1er, roi de Soupe-au-Lait (1981)
- Nuits magiques (1982)
- Drôle de pique-nique pour le roi Craquelin (1982)
- François et le chat Gora-Gora (1987)
- Le Nombril du monde (1990)
- Libre comme l'air (1990)
- Les Grandes Confidences (1991)
- Des photos qui parlent (1991)
- Des pianos qui s'envolent (1992)
- Des crayons qui trichent (1993)
- Les mots font la grève (1999)

### Recueils de nouvelles
- Crapauds et autres animaux (1981), ouvrage collectif
- Fuites et Poursuites (1982), ouvrage collectif de nouvelles policières
- Dix nouvelles humoristiques par dix auteurs québécois (1984), ouvrage collectif
- Crever l'écran (1986), ouvrage collectif

### Essai
- J'écris tout le temps: par besoin, par plaisir, par passion (2003)

## Bourse Jean-Marie-Poupart
La bourse Jean-Marie-Poupart a été créée en 2021 afin de rendre hommage à Jean-Marie Poupart qui s'est démarqué, tout au long de sa carrière, dans plusieurs genres littéraires. Cette bourse, décernée par la Fondation Lire pour réussir et dont le concours est administré par l'Union des écrivaines et des écrivains québécois, s'adresse à des auteurs et des autrices ayant publié au moins deux ouvrages chez des éditeurs reconnus et qui souhaitent explorer un autre genre littéraire. 